# Беликов, Александр Романович
Александр Романович Беликов (22 февраля 1925 — 1942) — юный герой-пионер, партизан Великой Отечественной войны, погиб поздней осенью 1942 года.  

## Биография
Родился 22 февраля 1925 года в посёлке Нефтегорск Апшеронского района Северо-Кавказского края. Отец — Роман Калинович, мать — Анастасия Владимировна. В 1933 году начал обучение в школе № 12 (ныне поселковая школа № 20), любил живопись. После восьмого класса школы вступил в комсомол. Перед самой войной Александр завершил обучение в девятом классе и одновременно прошёл обучение на трёхмесячных курсах токарей.
Во время Великой Отечественной войны Беликов трудился токарем в гараже № 1 АТК. Когда немцы очень близко подошли к Нефтегорску, юный комсомолец, чтобы техника не досталась фашистам, выводил из строя автомашины и оборудование мастерских.
Александр примкнул к партизанскому отряду, который действовал на территории Тёмного Ельника и долины реки Тухи, в окрестностях посёлка Нефтегорск и станицы Нефтяная. Он был рядовым бойцом, стал отважным, находчивым разведчиком. Александр отлично знал местность, поэтому всегда хорошо ориентировался и выполнял сложные разведывательные боевые задания командира. На одном из таких поручений, у станицы Нефтяная, Александр забросал гранатами автомобиль, в котором передвигался немецкий офицер в звании генерала. Все фашисты, сопровождавшие столь высокий чин, также были уничтожены. 
Поздней осенью 1942 года партизанский отряд обнаружил на дороге большую автоколонну немцев. Решили её задержать, но неравные силы не позволили быстро справиться с задачей, завязался бой. Гитлеровцев было значительно больше. В этом поединке Саша Беликов погиб. Он подорвал гранатой немецкий бронетранспортёр и сам погиб. Имеется ещё одна версия гибели школьника, согласно которой Саша при выполнении задания был схвачен фашистами, замучен на глазах у местных жителей и заживо сожжён на костре. 
Александра Беликова похоронили партизаны на обрывистом берегу Нижней Тухи. Позже этот берег смыло паводковыми водами. Останки Саши так и не были найдены. Могилы, в которой захоронен герой, также не имеется.

## Память
- Установлена мемориальная доска, на здании школы № 20 посёлка Нефтегорска, где учился Саша Беликов. Высечена надпись: «В этой школе с 1933 по 1942 год учился Саша Беликов, партизан-комсомолец, погибший при выполнении боевого задания».
- Апшеронский самодеятельный поэт И. Мязин посвятил стихотворение памяти Саши Беликова «Подвиг твой не забыт».